# 長連起
長 連起（ちょう つらおき、享保17年12月5日（1733年1月20日） - 寛政12年10月14日（1800年11月30日））は、加賀藩年寄。加賀八家長家第7代当主。
父は先々代長高連の弟長連安。母は佐々木博太夫の娘。養父は長善連。正室は三田村監物の娘。子は長連穀、長連愛、長連郷。幼名小源太。通称右膳、津五郎、三左衛門、九郎左衛門、号は恵迪斎。官位は従五位下、大隅守。

## 生涯
享保17年（1732年）12月5日、加賀藩年寄長高連の実弟連安の子として生まれる。宝暦7年（1757年）、宗家善連の末期養子となり、3月6日、家督と3万3000石の知行を相続する。安永3年（1774年）12月、従五位下大隅守に叙任。天明5年（1785年）8月24日、長男連穀が早世したため、翌天明6年（1786年）、次男連愛を継嗣とする。寛政12年（1800年）3月、隠居して嫡男連愛に家督を譲り、恵迪斎と号する。隠居領として2000石を授かった。同年10月14日没。享年69。墓所は金沢市野町開禅寺。